# Programa Aérton Perlingeiro
Programa Aérton Perlingeiro ou AP Show foi um programa de auditório da Rede Tupi apresentado nas tardes de sábado. Ancorado pelo próprio Aérton Perlingeiro, o programa era dividido em quadros, sendo a maior parte ocupada pela versão carioca do Almoço com as Estrelas. A seção dedicada ao samba era apresentada por seu filho Jorge Perlingeiro e deu origem ao programa Samba de Primeira. Depois de 2.204 edições, deixou de ser apresentado na semana do dia 12 de julho de 1980, quando a emissora fechou as portas.